# 월간 애프터눈
《월간 애프터눈》(月刊アフタヌーン 겟칸 아후타눈[*])은 고단샤가 발행하는 일본의 청년 만화 잡지이다.
약 30편의 작품이 연재되고 있으며, 《오! 나의 여신님》와 《무한의 주인》 같은 성공작을 배출하고 있다. 매월 800페이지 정도로 발행된다. 《모닝》과 《이브닝》을 포함한 고단샤의 하루 시리즈의 하나이다.
신인 작가상인 애프터눈 사계상(アフタヌーン四季賞)을 주최하고 있다.

## 주요 작품
- 오! 나의 여신님
- 기생수
- 건 스미스 캣츠
- 무한의 주인
- 현시연
- 충사
- 빈란드 사가